# Amphiprion ephippium
Amphiprion ephippium és una espècie de peix de la família dels pomacèntrids i de l'ordre dels perciformes.

## Morfologia
- Els mascles poden assolir 14 cm de llargària total.[3][4]

## Hàbitat
Viu en zones de clima tropical (15°N-11°S), associat als esculls de corall, a 2-15 m de fondària i en simbiosi amb les anemones Entacmaea quadricolor i Heteractis crispa.

## Distribució geogràfica
Es troba a l'est de l'oceà Índic: illes Andaman i Nicobar, Tailàndia, Malàisia i Indonèsia (Java i Sumatra).

## Longevitat
Pot arribar a viure fins als 16 anys.

## Observacions
- Pot ésser criat en captivitat.[7][8]
- Normalment, acostumen a anar en parelles.[9]